# Patrice Lecornu
Patrice Lecornu (Flers, Orne; 28 de marzo de 1958-3 de octubre de 2023) fue un futbolista y entrenador de fútbol francés que jugó en la posición de delantero centro.

## Carrera

### Club
| Periodo   | Club        | Apariciones | Goles |
| --------- | ----------- | ----------- | ----- |
| 1976-1978 | Red Star FC | 58          | 15    |
| 1978-1981 | Angers SCO  | 98          | 12    |
| 1981–1984 | FC Nantes   | 18          | 1     |
| 1984–1985 | Red Star FC | 16          | 2     |

### Selección nacional
Jugó para Francia en seis ocasiones entre 1979 y 1981 sin anotar goles. También jugó en la Copa Mundial de Fútbol Sub-20 de 1977 en Túnez.

### Entrenador
| Periodo   | Club        |
| --------- | ----------- |
| 1989-1990 | Red Star FC |
| 2005-2007 | PSG II      |